# Авен-сюр-Эльп (коммуна)
Аве́н-сюр-Эльп (фр. Avesnes-sur-Helpe) — коммуна во Франции, регион О-де-Франс, департамент Нор, центр одноименного округа и кантона, в 49 км к юго-востоку от Валансьена, на левом берегу реки Большая Эльпа. Через территорию коммуны проходит национальная автомагистраль N2.
Население (2014) — 4 662 чел.

## География
Окрестности города носят название Авенуа и представляют собой холмистый ландшафт с фруктовыми долинами и маленькими деревеньками. Высота этого региона составляет в среднем около 170 метров над уровнем моря.

## История
Город Авен-сюр-Эльп был основан в XI столетии Ведриком Ле Барбу и его сыном Тьерри, построившими здесь замок. В 1477 году это укрепление было разрушено французским королём Людовиком XI. В 1566 году Авен отошёл под власть Испании и только через 100 лет, в 1659 по условиям Пиренейского мира, был возвращён Франции, после чего вокруг него были вновь построены укрепления по проекту инженера Вобана. В октябре 1793 года, во время битвы при Ваттиньи, в Авене располагались части французской армии под командованием генералов Жубера и Карно. В конце Первой мировой войны, с марта по сентябрь 1918 года, в Авене находилась штаб-квартира командующего германскими войсками фон Гинденбурга. 15 июня 1918 года германский император Вильгельм II на центральной площади Авена принимал парад войск.

## Достопримечательности
- Коллегиальная церковь Святого Николая XIII века в стиле готика
- Фрагменты городских стен XVI—XVIII веков
- Здание мэрии XVIII века
- Площадь генерала Леклерка в центре города с окружающим ансамблем зданий

## Экономика
Структура занятости населения:
- сельское хозяйство — 0,2 %
- промышленность — 9,5 %
- строительство — 2,1 %
- торговля, транспорт и сфера услуг — 35,0 %
- государственные и муниципальные службы — 53,2 %

Уровень безработицы (2017) — 38,5 % (Франция в целом — 13,4 %, департамент Нор — 17,6 %). 

Среднегодовой доход на 1 человека, евро (2017) — 14 720 (Франция в целом — 21 110, департамент Нор — 19 490).

## Демография
Динамика численности населения, чел.

## Администрация
С 2020 года администрацию Авен-сюр-Эльпа возглавляет Себастьен Сеген (Sébastien Seguin). На муниципальных выборах 2020 года возглавляемый им центристский блок одержал победу в 1-м туре, получив 51,14 % голосов.
| Период | Период | Фамилия             | Партия                                                                     | Примечания                                                                                |
| ------ | ------ | ------------------- | -------------------------------------------------------------------------- | ----------------------------------------------------------------------------------------- |
| 1971   | 1989   | Артур Мулен         | Союз демократов в поддержку республики, Объединение в поддержку республики | ветеринар, сенатор, депутат Национального собрания, член Генерального совета департамента |
| 1980   | 1995   | Поль Кюртлен        | Союз за французскую демократию                                             | ветеринар                                                                                 |
| 1995   | 2014   | Ален Пуайяр         | Объединение в поддержку республики, Союз за народное движение              | чиновник, депутат Национального собрания, член Генерального совета департамента           |
| 2014   | 2020   | Мари-Анник Дезиттер | Союз за народное движение, Республиканцы                                   | профессор экономики, член Совета департамента                                             |
| 2020   |        | Себастьен Сеген     | Разные центристы                                                           |                                                                                           |

## Знаменитые уроженцы
- Бушар д’Авен (1182—1244), имперский рыцарь, каноник собора Святого Петра в Лилле

## Галерея
- Церковь Святого Николая
- Средневековый мост и городские ворота
- Дорога в Авен-сюр-Эльпе
- Плотина
- Памятник маленькому барабанщику